# Plataforma Universal do Windows
A Plataforma Universal do Windows (ou em inglês Universal Windows Platform) é a denominação de um conjunto de APIs criadas pela Microsoft para o desenvolvimento de aplicativos, lançada junto com o Windows 10. O objetivo dessa plataforma é de auxiliar no desenvolvimento de aplicativos de interface moderna que são executados no Windows 10 e no Windows 10 Mobile sem a necessidade de escrever um código para cada sistema operacional. A plataforma suporta o desenvolvimento de aplicativos escritos em C++, C#, XAML ou VB.NET, e a API é escrita em C# e suporta C++, VB.NET, C#, F# e JavaScript. Entendida como uma extensão da API Windows Runtime, introduzida no Windows 8, a Plataforma Universal do Windows permite a criação de aplicativos compatíveis com qualquer sistema que suporte a API, e esses aplicativos são chamados Aplicativos Universais.

## Compatibilidade
Apesar de ser considerada uma derivação da antiga plataforma Windows Runtime, a plataforma é parte do Windows 10, e os aplicativos universais não são diretamente compatíveis com as versões anteriores do Windows, sendo necessária modificações para a execução. A partir da versão 2015 do Visual Studio, as aplicações desenvolvidas já são nativamente compatíveis com a Plataforma Universal.
Durante a Build 2015, a Microsoft anunciou as "pontes de desenvolvimento" para permitir o porte de aplicativos para o Windows 10 Mobile que foram desenvolvidos inicialmente para Android e iOS. A Ponte do Windows para Android (chamada de Projeto Astoria) permitia que os aplicativos escritos em Java ou C++ fossem portados para o Windows 10 Mobile e publicada. Essa ponte continha várias limitações como a perda da integração com os serviços do Google e com o Google Play Services, e também o mal funcionamento de aplicativos que possuíam uma "profunda integração com as tarefas de plano de fundo", como os aplicativos de mensagens. A Ponte do Windows para iOS (chamada de Projeto Islanwood) permite que os desenvolvedores portem os aplicativos do iOS desenvolvidos em Objective-C para o Windows 10 Mobile. Esse porte é feito utilizando o Visual Studio 2015 para converter o código do aplicativo no Xcode para o código utilizado no Visual Studio.
Em fevereiro de 2016, o Projeto Astoria foi cancelado porque, segundo a Microsoft, causava confusão e era desnecessário aos desenvolvedores a manutenção das duas pontes de desenvolvimento. Junto com esse anúncio, a Microsoft também comunicou a compra da Xamarin: uma empresa responsável por desenvolvimento de aplicativos para desenvolvimento multiplataforma.
Em outubro de 2017, a Microsoft lançou a plataforma de aplicativos UWP para o console Xbox One. A UWP no Xbox One dá suporte ao desenvolvimento de aplicativos e jogos. Você não precisa fazer parte de um programa para desenvolvedores para experimentar, criar e testar jogos ou aplicativos no Xbox. Após o lançamento do Windows 10 Fall Creators Update, os jogos UWP terão acesso a muito mais poder no Xbox One, assim como os jogos do programa ID@Xbox e os jogos do Xbox Live Creators Program. Dessa forma, no futuro ficará mais fácil vermos jogos Xbox Play Anywhere muito mais bonitos, portados de forma mais rápida e que aproveitem tudo o que o Xbox One pode oferecer.